# Derambila satelliata
Derambila satelliata är en fjärilsart som beskrevs av Walker 1866. Derambila satelliata ingår i släktet Derambila och familjen mätare. Inga underarter finns listade i Catalogue of Life.